# Prawdino (Kaliningrad, Krasnosnamensk)
Prawdino (russisch Правдино, deutsch Grumbkowkeiten, 1928–1947: Grumbkowsfelde, auch: Wingern, litauisch Grambkaukaičiai und Vingriai) ist ein Ort in der russischen Oblast Kaliningrad. Prawdino liegt im Rajon Krasnosnamensk und gehört zur kommunalen Selbstverwaltungseinheit Munizipalkreis Krasnosnamensk.

## Geographische Lage
Prawdino liegt südlich der Inster (russisch: Instrutsch), elf Kilometer von der ehemaligen Kreisstadt Dobrowolsk (Pillkallen/Schloßberg) und 18 Kilometer von der Rajonstadt Krasnosnamensk (Lasdehnen/Haselberg) entfernt an der Kommunalstraße 27K-299, die Leskowo (Rammonischken/Hagenfließ) an der Regionalstraße 27A-026 (ex R511) mit Nikitowka (Uszpiaunen/Kiesdorf) an der Regionalstraße 27A-025 (ex R508) verbindet.
Bis 1945 war der Ort Bahnstation an der Bahnstrecke Pillkallen–Lasdehnen (bzw. Schloßberg–Haselberg, russisch: Dobrowolsk-Krasnosnamensk) und Ausgangspunkt der Bahnstrecke Grumbkowkeiten–Schirwindt (Grumbkowsfelde-Schirwindt, russisch: Prawdino-Kutusowo), welche die Pillkaller Kleinbahn bzw. die Schloßberger Kleinbahnen betrieben.

## Geschichte

### Grumbkowkeiten/Grumbkowsfelde

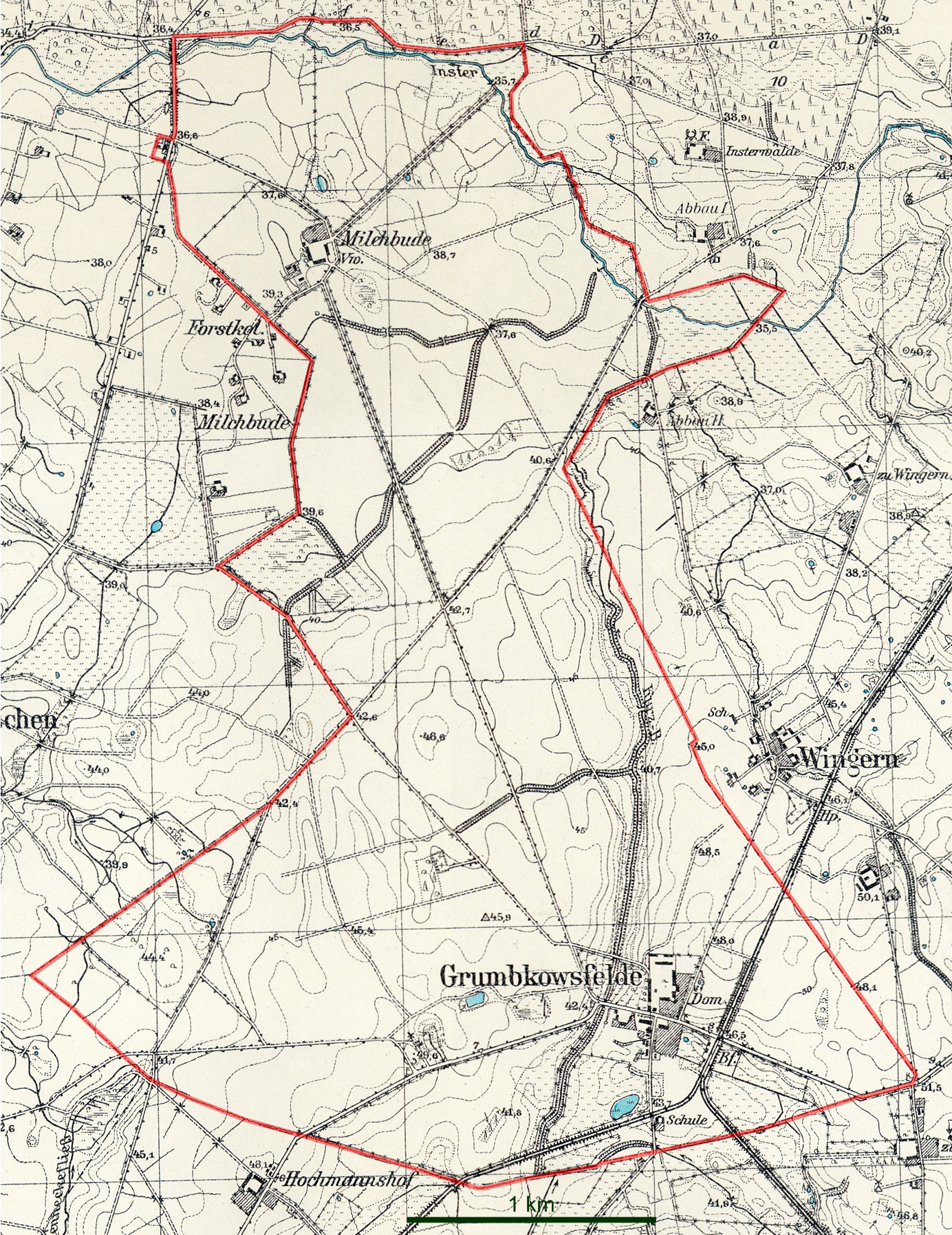
Die Gemeinde Grumbkowsfelde auf einem Messtischblatt von 1938

Grumbkowkaiten war um 1780 ein königliches Vorwerk und Sitz eines Domänenamtes und besaß auch zwei Windmühlen. Dazu gehörte auch die königliche Amtsmilchbude Milchbude. 1874 wurde der Gutsbezirk Grumbkowkeiten namensgebender Ort eines neu geschaffenen Amtsbezirks im Kreis Pillkallen. 1928 wurde Grumbkowkeiten in Grumbkowsfelde umbenannt und der Gutsbezirk in eine Landgemeinde umgewandelt. Infolge des Zweiten Weltkrieges kam der Ort bei seiner Lage innerhalb des nördlichen Ostpreußens zur Sowjetunion.

#### Einwohnerentwicklung
| Jahr | Einwohner | Bemerkungen                                      |
| ---- | --------- | ------------------------------------------------ |
| 1867 | 251       |                                                  |
| 1871 | 251       | davon im Vorwerk Milchbude 69, in der Erbmühle 6 |
| 1885 | 258       | davon im Vorwerk Milchbude 72, in der Mühle 8    |
| 1905 | 236       | davon im Vorwerk Milchbude 58, in der Mühle 5    |
| 1910 | 241       |                                                  |
| 1925 | 331       |                                                  |
| 1933 | 146       |                                                  |
| 1939 | 116       |                                                  |

#### Amtsbezirk Grumbkowkeiten (Grumbkowsfelde) 1874–1945
Der Amtsbezirk Grumbkowkeiten bestand bei seiner Bildung im Jahre 1874 aus zehn Landgemeinden (LG) und zwei Gutsbezirken (GB):
| Name                                                         | Änderungsname von 1938 | Russischer Name nach 1945 | Bemerkungen                                                                           |
| ------------------------------------------------------------ | ---------------------- | ------------------------- | ------------------------------------------------------------------------------------- |
| Bauszen (LG)                                                 | Bauschen               | Swobodnoje                | 1928 zur LG Jägerswalde im Amtsbezirk Girrehlischken                                  |
| Bilden (LG)                                                  |                        | Filonowo                  |                                                                                       |
| Erubischken (LG)                                             | Hopfendorf (1929)      | Kamenskoje                |                                                                                       |
| Grumbkowkeiten (Domäne) (GB)                                 | Grumbkowsfelde (1928)  | Prawdino                  |                                                                                       |
| Kallnehlischken (LG)                                         | Ebenhausen (Ostpr.)    | Ismailowo                 |                                                                                       |
| Krusen (LG)                                                  |                        | Kubanka                   |                                                                                       |
| Kurschehlen (GB)                                             | Siedlerfelde           | Nowosjolowo               | seit 1928 LG                                                                          |
| Kurschen (LG)                                                |                        | Archangelskoje            |                                                                                       |
| Laugallen (Ksp. Willuhnen) (LG)                              | Kleinjägerswalde       |                           | 1928 zur LG Jägerswalde im Amtsbezirk Girrehlischken                                  |
| Patilszen (LG)                                               | Insterwalde (1931)     | Otradnoje                 |                                                                                       |
| Schorellen, Forst (GB) [teilweise] (Milchbude, Forstkolonie) |                        | (Archangelskoje)          | gehörte offenbar von 1924 bis 1929 zum Amtsbezirk Schorellen, 1929 zur LG Kurschehlen |
| Wensken (LG)                                                 |                        |                           |                                                                                       |
| Wingern (LG)                                                 |                        | (Prawdino)                |                                                                                       |

1935 wurden die Landgemeinden in Gemeinden umbenannt. Seit 1939 hieß der Amtsbezirk Grumbkowsfelde. Am 1. Januar 1945 gehörten zum Amtsbezirk Grumbkowsfelde die zehn Gemeinden Bilden, Ebenhausen, Grumbkowsfelde, Hopfendorf, Insterwalde, Krusen, Kurschen, Siedlerfelde, Wensken und Wingern.

### Wingern

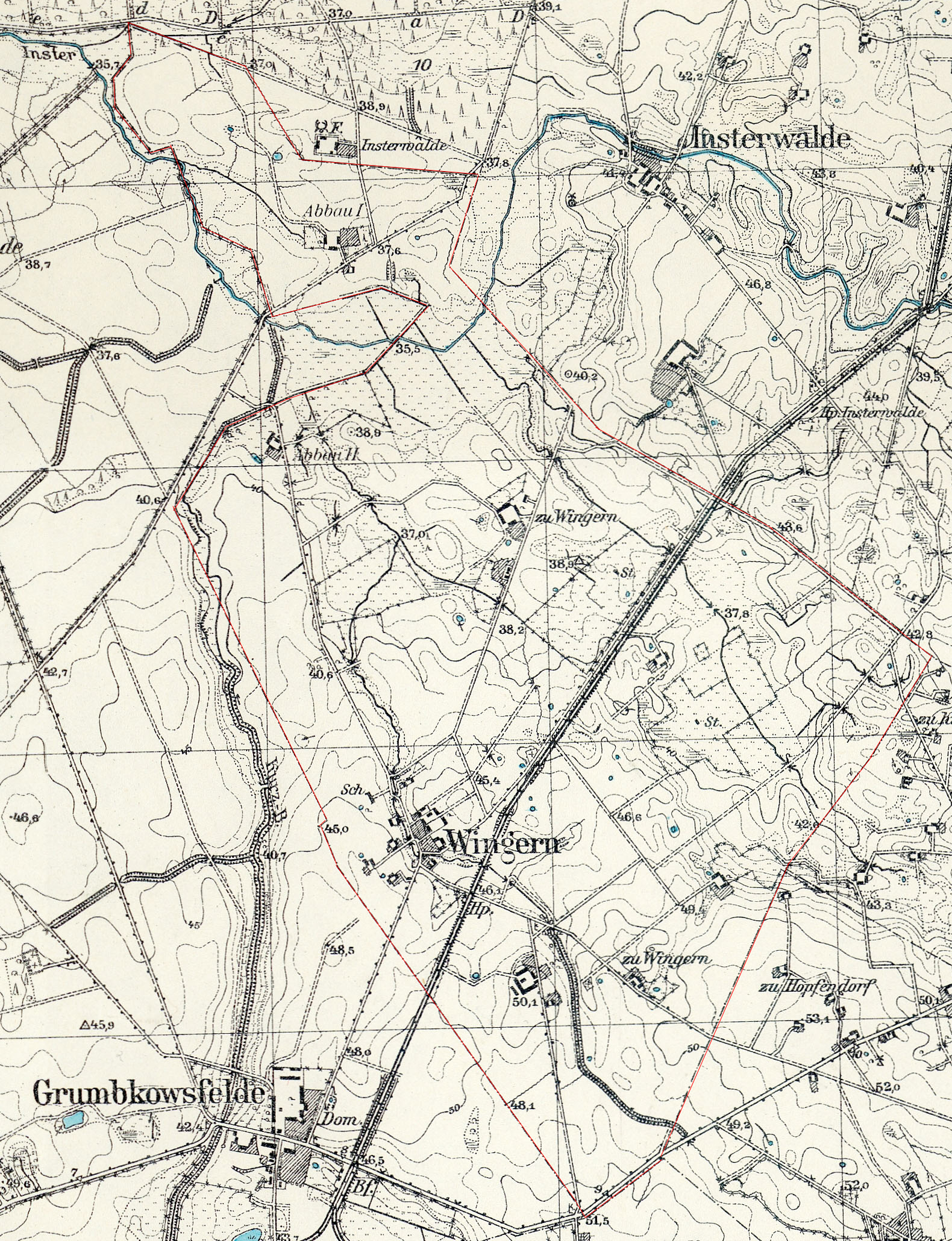
Die Gemeinde Wingern auf einem Messtischblatt von 1938

Wingern, zunächst Wingeruppen genannt, war um 1780 ein königliches Bauerndorf. 1874 kam die Landgemeinde Wingern in den Amtsbezirk Grumbkowkeiten. Wingern hatte einen eigenen Haltepunkt an der Bahnstrecke Pillkallen–Lasdehnen (Schloßberg–Haselberg, russisch: Dobrowolsk–Krasnosnamensk) der Pillkaller Kleinbahn. Auch Wingern kam 1945 zur Sowjetunion.

#### Einwohnerentwicklung
| Jahr | Einwohner |
| ---- | --------- |
| 1867 | 237       |
| 1871 | 231       |
| 1885 | 207       |
| 1905 | 159       |
| 1910 | 160       |
| 1933 | 147       |
| 1939 | 129       |

### Prawdino
Das eigentliche Grumbkowkeiten/Grumbkowsfelde erhielt 1947 nach der kommunistischen Parteizeitung Prawda die russische Bezeichnung Prawdino. Gleichzeitig wurde der Ort Sitz eines Dorfsowjets im Rajon Krasnosnamensk. Gemäß dem Ortsverzeichnis der Oblast Kaliningrad von 1976 wurde auch das ehemalige Wingern zu Prawdino gezählt. Von 2008 bis 2015 gehörte Prawdino zur Landgemeinde Dobrowolskoje selskoje posselenije, von 2016 bis 2021 zum Stadtkreis Krasnosnamensk und seither zum Munizipalkreis Krasnosnamensk.

#### Einwohnerentwicklung
| Jahr | Einwohner |
| ---- | --------- |
| 1984 | ~ 270     |
| 2002 | 477       |
| 2010 | 499       |
| 2021 | 354       |

#### Prawdinski selski Sowet/okrug 1947–1954 und 1959–2008
Der Dorfsowjet Prawdinski selski Sowet (ru. Правдинский сельский Совет) wurde im Juni 1947 eingerichtet. Von 1954 bis 1959 war der Dorfsowjet aufgelöst und an den Pobedinski selski Sowet angeschlossen. Im Jahr 1959 wurde dann (offenbar) ein Teil des aufgelösten Nowouralski selski Sowet mit in den wieder eingerichteten Prawdinski selski Sowet einbezogen. Nach dem Zerfall der Sowjetunion bestand die Verwaltungseinheit als Dorfbezirk Prawdinski selski okrug (ru. Правдинский сельский округ). Im Jahr 2008 wurden die fünf verbliebenen Orte des Dorfbezirks in die neu gebildete Landgemeinde Dobrowolskoje selskoje posselenije eingegliedert.
| Ortsname                       | Name bis 1947/50                                                                                              | Bemerkungen |
| ------------------------------ | --- | --- |
| Archangelskoje (Архангельское) | Kurschen und Milchbude (Forstkolonie)                                                                         | Der Ort wurde 1947 umbenannt und vor 1988 verlassen.                                                                                               |
| Filonowo (Филоново)            | Bilden | Der Ort wurde 1947 umbenannt und vor 1975 verlassen.                                                                                               |
| Ismailowo (Измайлово)          | Kallnehlischken, 1938–1945: „Ebenhausen“                                                                      | Der Ort wurde 1947 (als „Kallen“) umbenannt und war zunächst in den Dorfsowjet Nowouralski eingeordnet. Er verlor vor 1988 seine Eigenständigkeit. |
| Kamenskoje (Каменское)         | Erubischken/seit 1929: Hopfendorf                                                                             | Der Ort wurde 1950 umbenannt und vor 1988 verlassen.                                                                                               |
| Krylowskaja (Крыловская)       | Milchbude (Vorwerk)                                                                                           | Der Ort wurde 1947 umbenannt und vor 1975 verlassen.                                                                                               |
| Kubanka (Кубанка)              | Krusen | Der Ort wurde 1947 umbenannt und vor 1975 verlassen.                                                                                               |
| Lossewo (Лосево)               | Groß Augstutschen/seit 1930: Rehwalde und Kiauschen, 1938–1945: „Wetterau“                                    | Der Ort wurde 1947 umbenannt und war zunächst in den Dorfsowjet Mitschurinski eingeordnet.                                                         |
| Luschskoje (Лужское)           | Uszballen/Uschballen, 1938–1945: „Eichbruch“                                                                  | Der Ort wurde 1950 umbenannt und vor 1988 verlassen.                                                                                               |
| Nikitowka (Никитовка)          | Uszpiaunen/Uschpiaunen, 1938–1945: „Kiesdorf“                                                                 | Der Ort wurde 1947 umbenannt und war zunächst in den Dorfsowjet Nowouralski eingeordnet.                                                           |
| Nowosjolowo (Новосёлово)       | Kurschehlen, 1938–1945: „Siedlerfelde“                                                                        | Der Ort wurde 1950 umbenannt und vor 1975 verlassen.                                                                                               |
| Nowouralsk (Новоуральск)       | Uszpiaunehlen/Uschpiaunehlen, 1938–1945: „Fohlental“, und Petereithelen [Dorf], 1938–1945: „Schleswighöfen“   | Der Ort wurde 1947 umbenannt und war zunächst der Verwaltungssitz des Dorfsowjets Nowouralski.                                                     |
| Otradnoje (Отрадное)           | Patilszen/seit 1931: Insterwalde                                                                              | Der Ort wurde 1947 umbenannt und vor 1988 verlassen.                                                                                               |
| Poltawskoje (Полтавское)       | Groß Rudszen/Groß Rudschen, 1938–1945: „Mühlenhöhe“, und Neu Rudszen/Neu Rudschen, 1938–1945: „zu Mühlenhöhe“ | Der Ort wurde 1947 umbenannt und war zunächst in den Dorfsowjet Nowouralski eingeordnet.                                                           |
| Prawdino (Правдино)            | Grumbkowkeiten/Grumbkowsfelde                                                                                 | Verwaltungssitz |
| Prigorki (Пригорки)            | Klein Augstutschen/zu Rehwalde                                                                                | Der Ort wurde 1947 umbenannt und war zunächst in den Dorfsowjet Mitschurinski eingeordnet. Er wurde vor 1988 verlassen.                            |
| Schatilowo (Шатилово)          | Uszrudzen/Uschrudschen, 1938–1945: „Talwiesen“                                                                | Der Ort wurde 1947 umbenannt und war zunächst in den Dorfsowjet Nowouralski eingeordnet. Er wurde vor 1975 verlassen.                              |
| Serkalnoje (Зеркальное)        | Kötschen, 1938–1945: „Köschen“                                                                                | Der Ort wurde 1947 umbenannt und vor 1975 verlassen.                                                                                               |
| Swobodnoje (Свободное)         | Jägerswalde                                                                                                   | Der Ort wurde 1947 umbenannt und vor 1988 verlassen.                                                                                               |

## Kirche
Die Bevölkerung von Grumbkowkeiten respektive Grumbkowsfelde sowie Wingern war vor 1945 überwiegend evangelischer Konfession. Beide Orte waren in das Kirchspiel der Kirche Willuhnen (der Ort existiert nicht mehr) eingepfarrt, das zum Kirchenkreis Pillkallen (die Stadt hieß 1938–1946: Schloßberg, russisch heute: Dobrowolsk) in der Kirchenprovinz Ostpreußen der Kirche der Altpreußischen Union gehörte.
Heute liegt Prawdino im Einzugsbereich zweier evangelisch-lutherischer Gemeinden, die in den 1990er Jahren neu entstanden sind: Babuschkino (Groß Degesen) und Sabrodino (Lesgewangminnen, 1938–1945: Lesgewangen). Beide sind Filialgemeinden der Salzburger Kirche in Gussew (Gumbinnen) innerhalb der Propstei Kaliningrad der Evangelisch-lutherischen Kirche Europäisches Russland (ELKER).